# Canton de Nice-3
Le canton de Nice-3 est une division administrative française, située dans le département des Alpes-Maritimes et la région Provence-Alpes-Côte d'Azur. À la suite du redécoupage cantonal de 2014, les limites territoriales du canton sont remaniées. Elle englobent la partie la plus à l'ouest de la ville de Nice ainsi que les communes de Carros, Gattières et Le Broc. Le canton est l'un des deux des Alpes-Maritimes à chevaucher l'arrondissement de Nice et celui de Grasse.

## Histoire

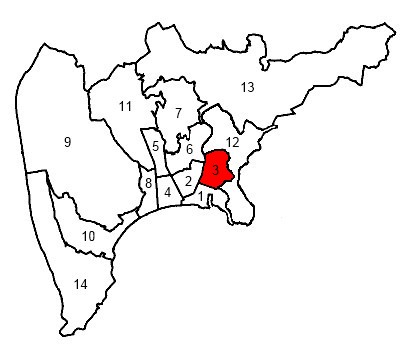
Situation du canton de Nice-3 dans la ville de Nice de 1985 à 2015.

Le canton est créé par la loi du 7 février 1919 qui remplace les cantons de Nice-Est et Nice-Ouest par les cantons de Nice-1, Nice-2, Nice-3, Nice-4. Il correspond alors à « la partie nord-est de la ville de Nice sur la rive droite du Paillon limitée par la place Masséna, les avenues de la Gare, Malausséna et Borriglione et le chemin de grande communication no 14, les communes de Falicon et Saint-André. »
Ses limites sont revues par le décret du 19 janvier 1955 à l'occasion de la création des cantons de Nice-5 et Nice-6 qui le conduit à s'étendre sur un territoire plus restreint. Désormais uniquement au sein de la ville de Nice, elles sont alors : « avenue de la Victoire, du 24 à la fin ; pont de la voie ferrée, boulevard Raimbaldi, rue d'Urfé, rejoindre le boulevard de Cimiez par l’escalier Désambrois, boulevard de Cimiez, du 1 au 17 inclus et du 2 au 18 inclus ; avenue Docteur-Moriez incluse, avenue des Arènes jusqu'aux no 63 et 82 inclus, avenue Ratti et lotissement inclus, avenue de Savoie, montée des Deux-Ponts, avenue Pierre-Loti, rejoindre le pont de la voie ferrée Nice-Coni à hauteur des no 25 et 40 du chemin de l'Arbre-Inférieur inclus (rue de la Gendarmerie exclue), quai Maréchal-Lyautey no 17 inclus, pont voie ferrée Nice-Vintimille et rive gauche du Paillon jusqu'aux limites de la commune. »
Ses limites sont de nouveau révisées par le décret du 25 janvier 1982 lors de la création des cantons de Nice-12, Nice-13 et Nice-14. Elles sont alors les suivantes : « boulevard Raimbaidi inclus, rue d’Urfé, rejoindre le boulevard de Cimiez par l’escalier Désambrois, boulevard de Cimiez du numéro 1 au numéro 17 et du numéro 2 au numéro 18 inclus, avenue Docteur-Moriez, avenue des Arènes du numéro 1 au numéro 63 inclus et du numéro 2 au numéro 82 inclus, avenue Ratti et lotissement inclus, avenue de Savoie incluse, avenue Pierre-Loti incluse, rejoindre le pont de la voie ferrée Nice-Coni à la hauteur de l’avenue de l’Arbre-Inférieur incluse, rue de la Gendarmerie exclue, avenue Maréchal-Lyautey numéro 17 inclus, rive du Paillon jusqu’au pont SNCF ligne Nice-Coni, place de la Brigue exclue, boulevard Denis-Séméria exclu, boulevard Virgile-Barel inclus jusqu’à la rue des Orangers, rue Bertola incluse, rue des Orangers incluse, avenue du Caroubier exclue, avenue Fracchia incluse, lotissement du Victoria-Park exclu, chemin privé aboutissant à l’avenue, du Mont-Alban, exclue jusqu’à son intersection avec le boulevard du Mont-Boron, limite de l’intersection de l’avenue du Mont-Alban avec le boulevard du Mont-Boron aboutissant à la fin du boulevard Delfino, boulevard Delfino inclus, avenue de la République incluse (partie de Delfino à Barbéris, partie de la rue Barbéris exclue), boulevard Risso exclu, place Jean-Moulin inclus, boulevard Carabacel inclus, boulevard Dubouchage exclu jusqu’à la rue Provana-de-Leyni, rue Provana-de-Leyni exclue, place Sasserno exclue, rue de Lépante incluse jusqu’à la rue Biscarra, rue Biscarra exclue, rue Lamartine exclue (de la rue Biscarra à l’avenue Notre-Dame), avenue Notre-Dame incluse (de la rue Lamartine à l'avenue Jean-Médecin), avenue Jean-Médecin, numéros pairs de l’avenue Notre-Dame au pont de la voie ferrée. »
Le décret du 31 janvier 1985 revoit à nouveau les limites du canton. Il est désormais défini par : « la portion de territoire de la commune de Nice située à l’intérieur d’une ligne définie par la limite territoriale des cantons de Nice-6 et Nice-12 (de l’avenue du Maréchal-Lyautey à la place Max-Barel) et par l’axe des voies ci-après : place Max-Barel, rue Barla, traverse Barla, avenue Gallieni et avenue du Maréchal-Lyautey (jusqu’à la limite territoriale du canton de Nice-6). »
Les quartiers de Nice inclus dans le canton de 1985 à 2015 sont ainsi :
- Saint-Roch
- Riquier depuis la face nord de la rue Barla
- Pôle universitaire Saint-Jean-d'Angely

Par décret du 24 février 2014, le nombre de cantons du département est divisé par deux, avec mise en application aux élections départementales de mars 2015. Le canton de Nice-3 est conservé et voit ses limites territoriales totalement remaniées. Elles sont déplacées dans la partie ouest de Nice et englobent également trois communes situées à proximité au nord, sur la rive droite du Var (voir Composition).

## Représentation

### Conseillers d'arrondissement de l'ancien canton de Nice-3 (de 1919 à 1940)
| Période                                  | Période | Identité                    | Étiquette | Qualité |
| ---------------------------------------- | ------- | --------------------------- | --------- | --- |
| 1919                                     | 1925    | M. Ruffard                  |           | Directeur de l'aérodrome de la Brague, conseiller municipal de Nice                                         |
| 1925                                     | 1931    | Antoine Toesca              |           | Avocat |
| 1931                                     | 1937    | Philippe Olmi               | PDP       | Exploitant agricole, propriétaire à Nice                                                                    |
| 1937                                     | 1940    | Marcel Mouterde (1892-1965) | PDP       | Avocat au barreau de Nice, Président de la fédération des Alpes-Maritimes du PDP                            |
| 1940                                     |         |                             |           | Les conseils d'arrondissement ont été suspendus par la loi du 12 octobre 1940 et n'ont jamais été réactivés |
| Les données manquantes sont à compléter. |         |                             |           | |

### Conseillers généraux de 1919 à 2015
| Période | Période | Identité                        | Étiquette   | Qualité |
| ------- | ------- | ------------------------------- | ----------- | --- |
| 1919    | 1931    | Louis Gassin (1865-1940)        | Républicain | Avocat d'affaires, conseiller municipal de Nice Président du Conseil Général (1926-1931)                            |
| 1931    | 1940    | Paul Louis Balestre (1879-1976) | URD         | Médecin Nommé membre de la Commission administrative départementale en 1941 Nommé conseiller départemental en 1943  |
|         |         |                                 |             | |
| 1945    | 1951    | Paul Augier                     | UDSR        | Avocat |
| 1951    | 1955    | Léon Teisseire                  | RPF         | Avocat, Premier adjoint au maire de Nice Sénateur (1948-1959)                                                       |
| 1955    | 1961    | Félix Simon                     | DVD         | Docteur en médecine, adjoint au maire de Nice                                                                       |
| 1961    | 1967    | Virgile Barel                   | PCF         | Instituteur retraité Député (1936-1940, 1945-1951, 1956-1958 et 1967-1978) Président du Conseil général (1945-1947) |
| 1967    | 1973    | Jacques Toussaint               | DVD         | Médecin Adjoint au Maire de Nice                                                                                    |
| 1973    | 1982    | Charles Caressa                 | PCF         | Ouvrier du bâtiment Député-suppléant de Virgile Barel (1967-1978) Élu dans le canton de Nice-12                     |

| Période | Période | Identité       | Étiquette | Qualité                                                                      |
| ------- | ------- | -------------- | --------- | ---------------------------------------------------------------------------- |
| 1982    | 1998    | Jean Icart     | UDF-PR    | Conseiller municipal de Nice (1977-1995) Suppléant du député Charles Ehrmann |
| 1998    | 2015    | Jacques Victor | PCF       | Conseiller municipal de Nice                                                 |

### Conseillers départementaux depuis 2015
| Période élective | Période élective | Mandat | Mandat                    | Identité                  | Nuance | Nuance | Qualité                                  |
| ---------------- | ---------------- | ------ | ------------------------- | ------------------------- | ------ | ------ | ---------------------------------------- |
| 2015             | 2021             | 2015   | novembre 2015 (démission) | Dominique Estrosi Sassone |        | LR     | Fonctionnaire territoriale Sénatrice     |
| 2015             | 2021             | 2015   | 2021                      | Charles Scibetta          |        | UDI    | Professeur - Maire de Carros (2014-2020) |
| 2015             | 2021             | 2015   | 2021                      | Sylvie Servella-Cippolini |        | LR     | Chef d'entreprise à Nice                 |
| 2021             | 2028             | 2021   | en cours                  | Yannick Bernard           |        | DVD    | Formateur à l'AFPA - Maire de Carros     |
| 2021             | 2028             | 2021   | en cours                  | Pascale Guit-Nicol        |        | DVD    | Maire de Gattières                       |

## Composition
Le canton de Nice-3 est composé de trois communes entières et d'une fraction de la commune de Nice : la partie de la commune de Nice située à l'ouest d'une ligne définie par l'axe des voies et limites suivantes : depuis le littoral, ligne droite prolongeant l'avenue du Docteur-Emile-Roux, boulevard René-Cassin, avenue du Capitaine-Ferber, promenade Édouard-Corniglion-Molinier, avenue des Grenouillères, boulevard René-Cassin, rue Jules-Belleudy, rue Auguste-Pegurier, avenue Saint-Augustin, boulevard du Mercantour, route de Grenoble, avenue Yvonne-Vittone, avenue Henri-Matisse, rue Alphonse-Ier, avenue Sainte-Marguerite, avenue Louis-Cappatti, avenue de la Corniche-Fleurie, chemin de l'Arieta, chemin du Caporal-de-Spagnol-Soubran, avenue de la Corniche-Fleurie, chemin de la Ginestière, cours d'eau, chemin de la Ginestière, cours d'eau, chemin de Crémat, chemin de Saquier, route de Bellet, jusqu'à la limite territoriale de la commune de Colomars.
Ce territoire s'étend donc sur toute la partie la plus à l'ouest de la ville de Nice et sur les communes situées immédiatement au nord, sur la rive droite du Var.
Le canton est l'un des deux des Alpes-Maritimes, avec celui de Vence, à chevaucher l'arrondissement de Grasse et celui de Nice. Il fait partie des deuxième et cinquième circonscriptions des Alpes-Maritimes.
| Nom                          | Code Insee | Intercommunalité           | Superficie (km2) | Population (dernière pop. légale)                 | Densité (hab./km2) | Modifier                                    |
| ---------------------------- | ---------- | -------------------------- | ---------------- | ------------------------------------------------- | ------------------ | ------------------------------------------- |
| Nice (bureau centralisateur) | 06088      | Métropole Nice Côte d'Azur | 71,92            | Fraction : 27 142 (2022) Commune : 353 701 (2022) | 4 918              | modifier les données · modifier les données |
| Le Broc                      | 06025      | Métropole Nice Côte d'Azur | 18,65            | 1 432 (2022)                                      | 77                 | modifier les données · modifier les données |
| Carros                       | 06033      | Métropole Nice Côte d'Azur | 15,11            | 13 729 (2022)                                     | 909                | modifier les données · modifier les données |
| Gattières                    | 06064      | Métropole Nice Côte d'Azur | 10,03            | 4 345 (2022)                                      | 433                | modifier les données · modifier les données |
| Canton de Nice-3             | 0617       |                            |                  | 46 648 (2022)                                     |                    | modifier les données                        |

## Démographie

### Démographie avant 2015
| 1962 | 1968 | 1975 | 1982 | 1990   | 1999   | 2006   | 2011   | 2012   |
| ---- | ---- | ---- | ---- | ------ | ------ | ------ | ------ | ------ |
| -    | -    | -    | -    | 32 540 | 32 066 | 34 205 | 35 373 | 36 413 |

### Démographie depuis 2015
En 2022, le canton comptait 46 648 habitants, en évolution de +15,14 % par rapport à 2016 (Alpes-Maritimes : +2,85 %, France hors Mayotte : +2,11 %).
| 2013   | 2018   | 2022   |
| ------ | ------ | ------ |
| 40 486 | 42 041 | 46 648 |

## Élections

### Élections demars 2015
À l'issue du 1er tour des élections départementales de 2015, deux binômes sont en ballottage : Dominique Estrosi Sassone et Charles Scibetta (Union de la Droite, 37,57 %) et Audrey Brondolin et Michel Thooris (FN, 35,2 %). Le taux de participation est de 48,32 % (12 270 votants sur 25 395 inscrits) contre 48,55 % au niveau départementalet 50,17 % au niveau national.
Au second tour, Dominique Estrosi Sassone et Charles Scibetta (Union de la Droite) sont élus avec 57,83 % des suffrages exprimés et un taux de participation de 49,76 % (6 785 voix pour 12 638 votants et 25 396 inscrits).
| Candidats   | Candidats                 | Partis      | Partis      | Premier tour | Premier tour | Second tour | Second tour |
| Candidats   | Candidats                 | Partis      | Partis      | Voix         | %            | Voix        | %           |
| ----------- | ------------------------- | ----------- | ----------- | ------------ | ------------ | ----------- | ----------- |
| 2           | Dominique Estrosi Sassone |             | UMP         | 4 420        | 37,57        | 6 785       | 57,83       |
| 2           | Charles Scibetta          |             | UDI         | 4 420        | 37,57        | 6 785       | 57,83       |
| 5           | Audrey Brondolin          |             | FN          | 4 142        | 35,20        | 4 947       | 42,17       |
| 5           | Michel Thooris            |             | FN          | 4 142        | 35,20        | 4 947       | 42,17       |
| 3           | Anne Alunno               |             | PS          | 1 666        | 14,16        |             |             |
| 3           | Paul Cuturello            |             | PS          | 1 666        | 14,16        |             |             |
| 4           | Florence Ciaravola        |             | E!          | 1 134        | 9,64         |             |             |
| 4           | Jean-Pierre Testi         |             | PCF         | 1 134        | 9,64         |             |             |
| 1           | Catherine Garcia          |             | FN diss.    | 404          | 3,43         |             |             |
| 1           | Gilles Renoux             |             | UMP diss.   | 404          | 3,43         |             |             |
|             |                           |             |             |              |              |             |             |
| Inscrits    | Inscrits                  | Inscrits    | Inscrits    | 25 395       | 100,00       | 25 396      | 100,00      |
| Abstentions | Abstentions               | Abstentions | Abstentions | 13 125       | 51,68        | 12 758      | 50,24       |
| Votants     | Votants                   | Votants     | Votants     | 12 270       | 48,32        | 12 638      | 49,76       |
| Blancs      | Blancs                    | Blancs      | Blancs      | 344          | 2,8          | 650         | 5,14        |
| Nuls        | Nuls                      | Nuls        | Nuls        | 160          | 1,3          | 256         | 2,03        |
| Exprimés    | Exprimés                  | Exprimés    | Exprimés    | 11 766       | 95,89        | 11 732      | 92,83       |

### Élections dejuin 2021
Le premier tour des élections départementales de 2021 est marqué par un très faible taux de participation (33,26 % au niveau national). Dans le canton de Nice-3, ce taux de participation est de 33,5 % (9 018 votants sur 26 922 inscrits) contre 34,55 % au niveau départemental. À l'issue de ce premier tour, deux binômes sont en ballottage : Yannick Bernard et Pascale Guit Nicol (DVD, 33,05 %) et Jeanne Casalonga et Marcel Duthilleul (RN, 26,5 %).
Le second tour des élections est marqué une nouvelle fois par une abstention massive équivalente au premier tour. Les taux de participation sont de 34,3 % au niveau national, 37,61 % dans le département et 36,57 % dans le canton de Nice-3. Yannick Bernard et Pascale Guit Nicol (DVD) sont élus avec 62,28 % des suffrages exprimés (5 770 voix pour 9 850 votants et 26 935 inscrits),,.
| Candidats                | Candidats                 | Partis                   | Premier tour | Premier tour | Second tour | Second tour |
| Candidats                | Candidats                 | Partis                   | Voix         | %            | Voix        | %           |
| ------------------------ | ------------------------- | ------------------------ | ------------ | ------------ | ----------- | ----------- |
|                          | Yannick Bernard           | DVD                      | 2 869        | 33,05        | 5 770       | 62,28       |
|                          | Pascale Guit Nicol        | DVD                      | 2 869        | 33,05        | 5 770       | 62,28       |
|                          | Jeanne Casalonga          | RN                       | 2 300        | 26,50        | 3 494       | 37,72       |
|                          | Marcel Duthilleul         | LDP                      | 2 300        | 26,50        | 3 494       | 37,72       |
|                          | Emmanuelle Bihar          | SE                       | 2 027        | 23,35        |             |             |
|                          | Charles Scibetta          | DVD                      | 2 027        | 23,35        |             |             |
|                          | Anne Alunno               | PS                       | 1 299        | 14,97        |             |             |
|                          | Philippe Benassaya        | EÉLV                     | 1 299        | 14,97        |             |             |
|                          | Marie-Françoise Brasselet | LP                       | 185          | 2,13         |             |             |
|                          | Laurent Magri             | LP                       | 185          | 2,13         |             |             |
|                          |                           |                          |              |              |             |             |
| Suffrages exprimés       | Suffrages exprimés        | Suffrages exprimés       | 8 680        | 96,25        | 9 264       | 94,05       |
| Votes blancs             | Votes blancs              | Votes blancs             | 180          | 2,00         | 360         | 3,65        |
| Votes nuls               | Votes nuls                | Votes nuls               | 158          | 1,75         | 226         | 2,29        |
| Total                    | Total                     | Total                    | 9 018        | 100          | 9 850       | 100         |
| Abstention               | Abstention                | Abstention               | 17 904       | 66,50        | 17 085      | 63,43       |
| Inscrits / participation | Inscrits / participation  | Inscrits / participation | 26 922       | 33,50        | 26 935      | 36,57       |